# Punctele extreme ale Europei

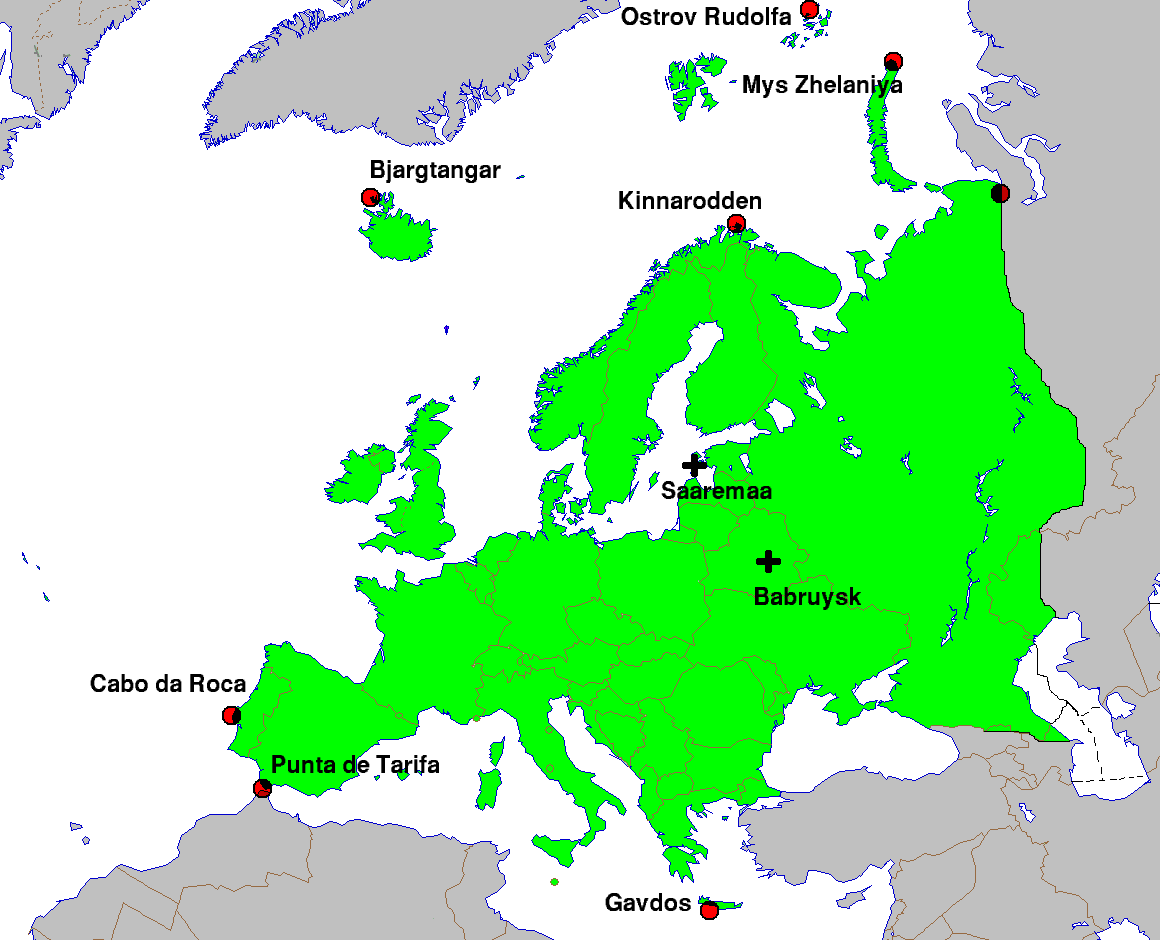
Punctele extreme ale Europei

Aceasta este o listă a punctelor extreme ale Europei, punctele aflate mai la nord, sud, est sau vest decât oricare altele de pe continent. Cel mai nordic punct al Europei este adesea considerat incorect Capul Nord, acesta fiind de fapt al doilea în clasament.

## Punctele extreme ale Europei

### Europa
- cel mai nordic punct — Capul Fligeli, Insula Rudolf, Țara Franz Josef, Rusia (81° 48′ 24″ N)1
- cel mai sudic punct — Gavdos, Grecia (34° 48′ 02″ N)2
- cel mai vestic punct — Bjargtangar, Islanda (24° 32′ 03″ W)3
- cel mai estic punct — Capul Jelania, Insula Severny, Novaia Zemlea, Rusia (69° 05′ 31″ E)4

Acest lucru ar face ca centrul geografic al Europei să fie la 58°18′14″N 22°16′44″E / 58.30389°N 22.27889°E, în apropiere de Mätasselja, pe insula Saaremaa, Estonia.

### Europa, excluzând insulele îndepărtate
- cel mai nordic punct — Knivskjellodden, Norvegia (71° 11′ 08″ N)
- cel mai sudic punct — Gavdos, Grecia (34° 48′ 02″ N)
- cel mai vestic punct — Monchique Islet⁠(d), în Insulele Azore, Portugalia (31° 16′ 30″ W)
- cel mai estic punct — în Rusia, un pisc nenumit de 535 m la 68° 18′ 50″ E în nordul Munților Ural.

### Europa continentală
- cel mai nordic punct — Cape Nordkinn, Norvegia (71° 08′ 02.835″ N)
- cel mai sudic punct — Punta de Tarifa, Spania (36° 00′ 00.175″ N)
- cel mai vestic punct — Cabo da Roca, Portugalia (09° 30′ 02.727″ W)
- cel mai estic punct — capătul estic al Republicii Komi, Rusia (66° 11′ 57.225″ E) 4

Centrul acestor puncte extreme se află la 53°34′01.505″N 28°20′57.249″E / 53.56708472°N 28.34923583°E, 15 km nord-est de Marina Gorka, Belarus.
1 Dacă Țara Franz Josef nu e considerată ca făcând parte din Europa, atunci cel mai nordic punct la Rossoya, Svalbard (81°N).

2 Dacă Insulele Madeira sau Insulele Canare sunt incluse ca făcând parte din Europa, atunci aici se află cel mai sudic punct de pe continent.

3 Dacă Insulele Azore sunt considerate parte a Europei, atunci insula Flores este cel mai vestic punct al continentului.

4 presupunând Munții Ural ca granița răsăriteană a Europei.

## Altitudini
- cel mai înalt punct - Muntele Elbrus, Rusia (5 642 m)
- cel mai jos punct - țărmul Mării Caspice, Rusia (−28 m)